# Подобас
Подоба́с (рос. Подобас) — селище у складі Мисківського міського округу Кемеровської області, Росія.

## Населення
Населення — 1126 осіб (2010; 1052 у 2002).
Національний склад (станом на 2002 рік):
- росіяни — 94 %